# Lista de clubes que disputaram a Copa Libertadores da América e a segunda divisão nacional no mesmo ano

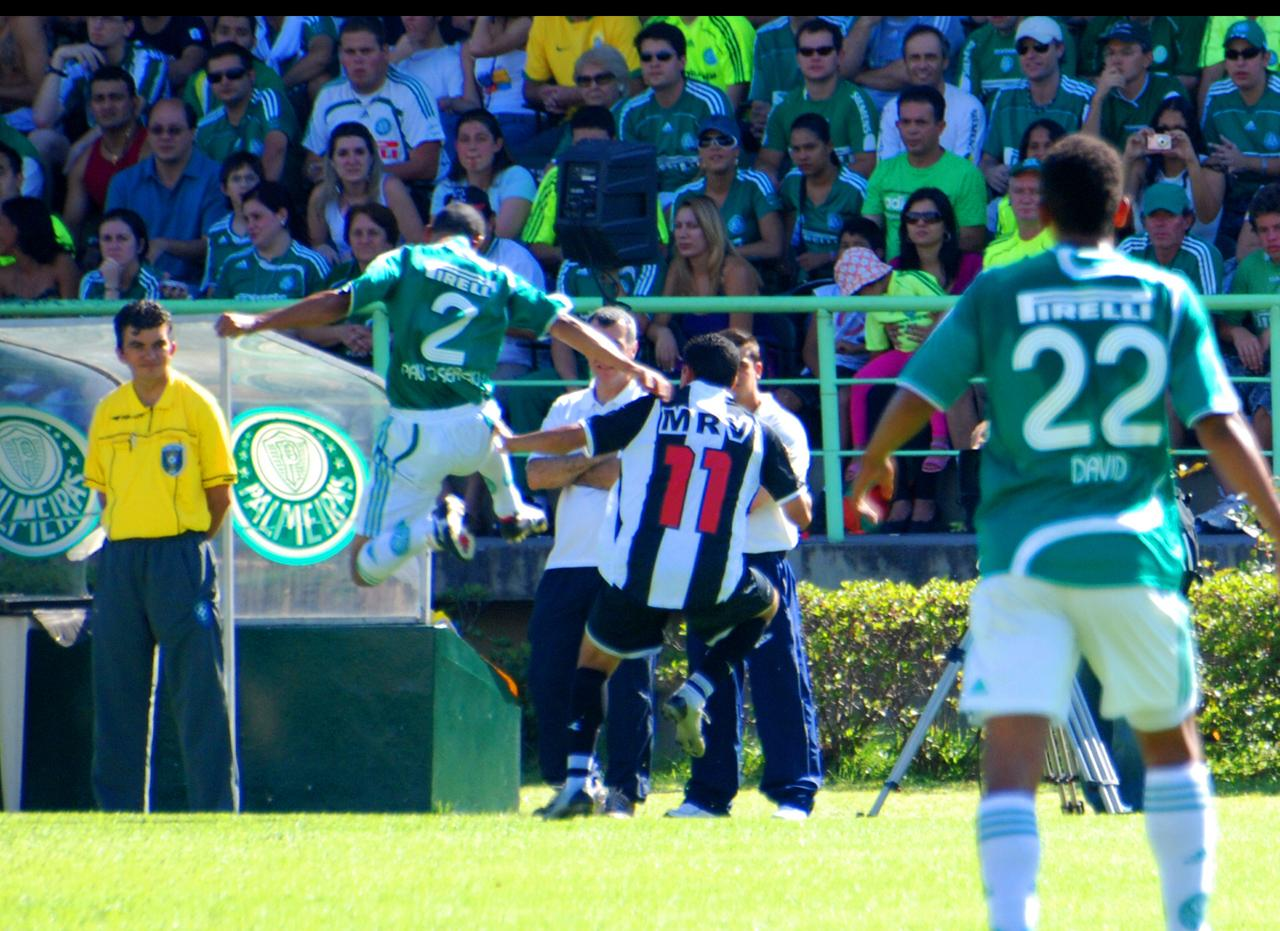
O (uniforme verde) foi um dos oito clubes que disputaram a Libertadores da América e a segunda divisão nacional no mesmo ano.

Esta é a lista de clubes que disputaram a Copa Libertadores da América e a segunda divisão nacional no mesmo ano. A Libertadores é a principal competição de futebol entre clubes profissionais da América do Sul, organizada pela Confederação Sul-Americana de Futebol (CONMEBOL) desde 1960. Até a presente edição, apenas oito clubes fazem parte deste rol, sendo quatro do Brasil, dois da Argentina e um cada de Bolívia e Chile.
Após conquistar o título da copa nacional ou da "copa da liga" (copa nacional secundária, disputada entre os melhores colados no campeonato nacional), que em regra garantem vaga na edição próxima da Libertadores, é possível jogar esta e o segundo nível nacional na mesma temporada por duas formas principais: sendo rebaixado na primeira divisão (casos de Palmeiras, Santiago Wanderers, Tigre e Patronato); já estando na segunda divisão, não conseguindo acesso e nem sofrendo descenso (casos de Criciúma, Santo André e Paulista).
A situação também pode se configurar em conta do sistema de promédio de alguns nacionais. Caso do Jorge Wilstermann, que em 2010 foi campeão e rebaixado, pois o regulamento do Boliviano usa a média dos dois últimos anos, cada um com apertura e clausura, o que significa o uso de quatro tabelas para definir o descenso.
Outras hipóteses seriam título da Copa Libertadores ou Copa Sul-Americana e descenso na divisão principal, ou título nesta primeira e permanência na segunda divisão, o que significaria dois anos de paralelo. Inclusive, dois finalistas da Sula foram para a decisão já rebaixados no nacional: Goiás, em 2010, e Ponte Preta, em 2013. Ambas agremiações ficaram com o vice.
Desde 2017, jogar a Sul-Americana – cujo campeão a partir de 2010 ganhou vaga na Copa Libertadores seguinte – e a segunda divisão não é mais possível, dado que todas as confederações utilizam apenas o campeonato nacional (primeira divisão) para a definição dos disputantes. Antes, quando alguns países usaram copas nacionais ou subnacionais, times de divisão de acesso fizeram presença na copa secundária da CONMEBOL, formando mais um cenário que dava a possibilidade de clubes do segundo ou terceiro nível jogarem a principal copa do continente. Mesmo times sem divisão chegaram a jogar o segundo certame sul-americano.
Além destas oito equipes, uma outra equipe brasileira poderia estar presente na lista, entretanto, o regulamento do campeonato nacional foi alterado: o Juventude, em 1999, foi campeão da Copa do Brasil, garantindo vaga no torneio continental do ano seguinte, mas, dentro de campo, foi rebaixado no Campeonato Brasileiro, pela média de pontos nas edições de 1998 e 1999, em que ficou como 21/22, na primeira vez em que a CBF estipulava o promédio. Todavia, com o cancelamento do rebaixamento de 1999, após alterações na tabela em razão de decisões judiciais (no contexto do "Caso Sandro Hiroshi", imbróglio jurídico envolvendo Botafogo, Gama e São Paulo), foi criada a Copa João Havelange, em 2000, em que o clube gaúcho jogou pelo Módulo Azul. Este, composto por 25 clubes, correspondia na prática ao grupo de maior hierarquia (cuja presença garantia disputar a Série A de 2001 independentemente de colocação), apesar de oficialmente existir uma só competição de 116 clubes.
Em 21 de maio de 2019, a CONMEBOL determinou que a partir da próxima edição apenas clubes que estivessem "disputando o torneio nacional de sua Associação Membro na divisão principal" iriam poder disputar a Libertadores e a Copa Sul-Americana. Caso a confederação permanecesse irredutível, a primeira equipe afetada seria o Tigre, campeão da Copa da Superliga Argentina de 2019, mas rebaixado na Superliga Argentina de 2018–19, por conta da média dos últimos três anos do nacional. No dia seguinte, porém, a CONMEBOL voltou atrás na sua decisão.

## Lista
| # | Ano  | Clube              | Método de acesso a Libertadores                  | Desempenho no nacional              | Desempenho no nacional | Desempenho                            | Desempenho                                         |
| # | Ano  | Clube              | Método de acesso a Libertadores                  | ano anterior                        | promédio (período)     | Copa Libertadores                     | Segunda Divisão (sublinhado, casos de acesso)      |
| - | ---- | ------------------ | ------------------------------------------------ | ----------------------------------- | ---------------------- | ------------------------------------- | -------------------------------------------------- |
| 1 | 1992 | Criciúma           | Campeão da Copa do Brasil de 1991                | 35/64 (segunda divisão)             | não utilizado          | Eliminado nas quartas-de-final        | 3/32                                               |
| 2 | 2005 | Santo André        | Campeão da Copa do Brasil de 2004                | 14/24 (segunda divisão)             | não utilizado          | Eliminado na fase de grupos (3º)      | 6/22                                               |
| 3 | 2006 | Paulista           | Campeão da Copa do Brasil de 2005                | 15/22 (segunda divisão)             | não utilizado          | Eliminado na fase de grupos (4º)      | 5/20                                               |
| 4 | 2011 | Jorge Wilstermann  | Campeão do Campeonato Boliviano de 2010 Apertura | 1/12 (apertura) 11/12 (clausura)    | 12/12 (2009-2010)      | Eliminado na fase de grupos (4º)      | 3/13; venceu nos playoffs                          |
| 5 | 2013 | Palmeiras          | Campeão da Copa do Brasil de 2012                | 18/20                               | não utilizado          | Eliminado nas oitavas-de-final        | Campeão (1/20)                                     |
| 6 | 2018 | Santiago Wanderers | Campeão da Copa Chile de 2017                    | 15/16 (clausura) 13/16 (transición) | 16/16 (2016-2017)      | Eliminado na terceira fase preliminar | 5/16; perdeu nas semis da Liga de Promoção         |
| 7 | 2020 | Tigre              | Campeão da Copa da Superliga de 2019             | 9/26                                | 23/26 (2017-2019)      | Eliminado na fase de grupos (4º)      | 4/8 no grupo B e eliminado na 1a fase eliminatória |
| 8 | 2023 | Patronato          | Campeão da Copa da Argentina                     | 10/28                               | 27/28 (2020-2022)      | Eliminado na fase de grupos (3º)      | A definir                                          |